# Escritório Central de Estatísticas de Israel
O Escritório Central de Estatísticas de Israel ou ECEI (em hebraico:  הלשכה המרכזית לסטטיסטיקה - também conhecido pela sua sigla em inglês: CBS, Israel Central Bureau of Statistics) é um organismo governamental responsável pela produção de estatísticas no território de Israel. Fundado em 1949, a sua principal função é elaborar e publicar os resultados estatísticos sobre todos os aspectos da vida em Israel, incluindo a população, sociedade, saúde, economia, comércio, indústria e educação.
O organismo, financiado na sua maior parte com fundos públicos, é chefiado por um funcionário do Governo, que é nomeado mediante recomendação do primeiro-ministro.
A ECEI tem a sua sede no bairro de Givat Shaul, em Jerusalém, com outra sucursal em Tel Aviv.